# Jutogh
Jutogh è una suddivisione dell'India, classificata come cantonment board, di 2.417 abitanti, situata nel distretto di Shimla, nello stato federato dell'Himachal Pradesh. In base al numero di abitanti la città rientra nella classe VI (meno di 5.000 persone).

## Geografia fisica
La città è situata a 31° 6' 0 N e 77° 7' 0 E e ha un'altitudine di 1.728 m s.l.m..

## Società

### Evoluzione demografica
Al censimento del 2001 la popolazione di Jutogh assommava a 2.417 persone, delle quali 1.652 maschi e 765 femmine. I bambini di età inferiore o uguale ai sei anni assommavano a 236, dei quali 130 maschi e 106 femmine. Infine, coloro che erano in grado di saper almeno leggere e scrivere erano 2.065, dei quali 1.488 maschi e 577 femmine.